# Kučilovina
Kučilovina település Horvátországban, Zágráb főváros Szeszvete városnegyedében. Közigazgatásilag a fővároshoz tartozik.

## Fekvése
Zágráb városközpontjától légvonalban 14, közúton 22 km-re északkeletre, a Medvednica-hegység keleti részének déli lejtőin, az azonos nevű patak mentén fekszik.

## Története
A település a 18. század végén, vagy a 19. század elején keletkezett. Az első katonai felmérés térképén még nem ábrázolták. A második katonai felmérés térképén „Kusilovina” néven található. Lipszky János 1808-ban Budán kiadott repertóriumában „Kuchilovina” néven szerepel. Nagy Lajos 1829-ben kiadott művében „Kuchilovina” néven 22 házzal, 219 katolikus vallású lakossal találjuk.
A településnek 1857-ben 300, 1910-ben 445 lakosa volt. Zágráb vármegye Zágrábi járásához tartozott. 1941 és 1945 között a Független Horvát Állam része volt, majd a szocialista Jugoszlávia fennhatósága alá került. 1991-től a független Horvátország része. 1991-ben lakosságának 96%-a horvát nemzetiségű volt. A településnek 2011-ben 219 lakosa volt.

## Népessége
| Lakosság változása | Lakosság változása | Lakosság változása | Lakosság változása | Lakosság változása | Lakosság változása | Lakosság változása | Lakosság változása | Lakosság változása | Lakosság változása | Lakosság változása | Lakosság változása | Lakosság változása | Lakosság változása | Lakosság változása | Lakosság változása |
| ------------------ | ------------------ | ------------------ | ------------------ | ------------------ | ------------------ | ------------------ | ------------------ | ------------------ | ------------------ | ------------------ | ------------------ | ------------------ | ------------------ | ------------------ | ------------------ |
| 1857               | 1869               | 1880               | 1890               | 1900               | 1910               | 1921               | 1931               | 1948               | 1953               | 1961               | 1971               | 1981               | 1991               | 2001               | 2011               |
| 300                | 270                | 318                | 381                | 380                | 445                | 407                | 424                | 421                | 391                | 322                | 261                | 222                | 229                | 209                | 219                |

## Egyesületek
A DVD Kučilovina önkéntes tűzoltóegyesületet 1979-ben alapították.